# 航海王電影：Z
《航海王電影：Z》（日语：ワンピース フィルム ゼット）是改编自日本漫畫家尾田榮一郎的著名漫畫《ONE PIECE》第12部電影版。於2012年12月15日在日本首映的動畫電影，台灣於2013年1月25日上映。
由原作者尾田榮一郎擔任總合製作人、動畫家長峯達也執導、腳本家鈴木收編劇，田中真弓、中井和哉、岡村明美、山口勝平、平田廣明、大谷育江、山口由里子、矢尾一樹、長等人為片中的主要角色草帽海賊團配音，此外還有本作的中心人物由大塚芳忠配音的前海軍上將「Z」，以及篠原涼子和香川照之則飾演「Z」的跟隨者。
劇情講述一名目標是希望能夠消滅所有的海賊的前海軍上將「Z」與他所帶領的「新海軍」，與主角蒙其·D·魯夫帶領的草帽海賊團起衝突，為了「新世界」的命運兩方開始進行一場前所未有的激烈死鬥。

## 劇情
「新世界」的某作海軍基地-浮士島被突然出現神秘的組織「新海軍」所襲擊，其首領為自稱為了要消滅所有海賊與海軍，決定盜取號稱擁有巨大能量、足以與古代兵器匹敵的珍貴礦石「原動石」的前海軍上將「Z」。跟隨在他身後的兩位部下徹底擊倒試圖阻止Z上前的海軍士兵，但就在Z取得原動石之際，趕來支援的海軍上將黃猿突然出現。新海軍的其餘部下在Z的掩護下先行撤離，而Z則在激戰後引爆原動石引發大爆炸，成功破壞第一個「終結點」，但他也因為病發的關係沒能逃脫。
與此同時，以魯夫為帶領的草帽海賊團正在新世界海域航行。當他們悠閒的坐在千陽號上賞櫻喝酒時，突然天空飄下一些火山灰，娜美也察覺紀錄指針相當不穩定。看著不穩定的紀錄指針，喜歡冒險的魯夫決定去往指針所指的地方，並在航行途中看見一名右臂裝著巨大不明兵器且負傷的大叔在海上漂浮。在娜美等人對異常兵器萌生警戒之心時，魯夫尊重喬巴身為醫生的想法，仍幫他治療傷勢。大叔恢復意識後感謝喬巴醫生救他一命，並一眼看出魯夫就是這艘船的船長。之後雙方簡單閒聊，得知他叫作Z，然而在得知魯夫等人是海賊後，Z立即展開攻擊，儘管在房間外警戒的索隆和香吉士立刻趕來與魯夫聯手對抗Z，仍在戰鬥中居於下風。同時新海軍也透過生命紙尋找過來，並對千陽號發動攻擊，兩名得力部下－艾茵使用「還原果實」能力將娜美、喬巴、羅賓和布魯克等人的身體年齡倒退12歲，賓茲使用「茂盛果實」能力制服船上所有人。Z向魯夫一行人表明他生平最痛恨海賊，命令手下們開砲擊沉海賊船，所幸在千鈞一髮之際佛朗基啟動緊急逃生裝置逃離，但是千陽號也近乎全毀。
魯夫一行人來到「船鎢島」暫時避難。魯夫望著平靜無浪的大海，呆坐在石頭上悶悶不樂的吹著海風，佛朗基在此處忙著修理千陽號，娜美跟羅賓表示他們必須獲取Z的情報，同時補充嚴重損失的補給品和衣服，因此眾人決定搭海上列車去隔壁的「賽肯島」。到達賽肯島的魯夫一行人決定分開行動，騙人布、娜美、羅賓與喬巴在酒館蒐集物資的同時打聽Z的情報和行蹤；而魯夫、索隆、香吉士與布魯克由於太過顯眼，擅自行動可能會惹來麻煩，只能到溫泉泡湯休息，卻意外與前海軍上將「青雉」碰面，因而收獲有關於Z的情報，並得知Z就在賽肯島上的某處。騙人布、娜美、羅賓與喬巴與海軍將校發生衝突，所幸魯夫及時趕到，用霸王色霸氣震暈追兵，並從海軍口中得知Z正好就在賽肯島另一端。在殲滅追擊新海軍的海軍後，Ｚ與聞訊趕來的魯夫、索隆、香吉士、騙人布等人再次交戰。在魯夫與Z的交戰中，Z詢問魯夫他在新世界中是否有「賭上自己性命的覺悟」以及「能保護你的夥伴」，最後魯夫被Z用海樓石所製作的子彈給擊傷，就連草帽也被奪走，賽肯島也被Z裝上原動石後炸毀，魯夫一行人只能搭乘海上列車逃離島嶼，看著窗外不斷被火燄吞噬的殘酷光景。
另一方面，海軍本部，克比詢問卡普中將有關Z的事情與他的理由，在一旁的戰國和卡普相視後露出無奈的臉色。卡普表示Z的本名叫捷風，年少時就有滿腹正義感且崇拜英雄，加入海軍後由於精通武裝色霸氣而獲得稱號「黑腕」捷風，以其實力強大卻堅持不殺原則而聞名，深受部屬的愛戴。在晉升上將的同年捷風組成了家庭，但其家人卻全被海賊殺害，此後他開始憎恨海賊，一度考慮退出海軍自己行事，最後在長官說服下轉任海軍新兵指導員，負責訓練與指導新兵。可在九年前，捷風所率領的實習船遭到某位海賊的攻擊，摯愛的學生除了艾茵與賓茲倖存外全數戰死，自己的右手臂也在戰鬥中被砍斷，只能在海軍科學家們的協助下安裝附加海樓石的義肢兵器「毀滅者」。在得知這名曾殘殺自己學生的海賊成為王下七武海後，捷風無論如何也無法認同海軍墮落的「正義」，因而放棄捷風的名字並退出海軍，改以「Z」的名義組建新海軍，以摧毀新世界3處終結站，藉此徹底殲滅全世界的海賊與海軍，毀滅「大海賊時代」為目標，誓將世界再次重整。
幾天後，魯夫為了奪回自己最重視的草帽，決定再次找Z作個了斷。青雉警告魯夫一行人他們跟Z的戰鬥將引來海軍干涉，不論勝負都將迎向最壞的結局，但魯夫表示自己只是想拿回草帽，完全不在意誰勝誰負所帶來的結果。青雉來到「終結島」與Z會面，對Z為了殺掉所有的海賊與海軍而不惜賠上一切感到生氣與無奈，嚴肅地決定阻止Z的行動，但Z像是看穿青雉的想法一般，只是微笑著不動。最後青雉沒有下手，但表示不管這場戰爭的結局為何，他都會看到最後的。
魯夫一行人前往「終結島」與新海軍最終決戰。娜美等人徹底擊敗新海軍與以和平主義者為原型改良的巨型機器人，香吉士擊倒賓茲，索隆以刀背擊倒艾茵，娜美等人因此恢復原狀。魯夫擊敗所有的新海軍後找到Z，雙方再次展開對決。儘管Z最初明顯佔據上風，但因病發的關係漸漸不敵，並在與魯夫的戰鬥中下找回昔日「自己」的信念，最後雙方同時倒下。Z在自己的計畫被魯夫擊碎後要求魯夫取走他的性命，但魯夫表示自己並不討厭Z，只是想要拿回草帽而已。看著魯夫與趕來的團員的互動，Z的心中也默默認同了魯夫所堅持的信念。此時黃猿率領由眾多海軍中將組成的一流戰力抵達「終結島」，準備同時了結新海軍與魯夫一行人。認同魯夫理念的Z為了掩護魯夫一行人逃走而留下斷後，最後因病衰落加上黃猿的猛攻而終於倒下，已經出航的草帽一行人在海上遠處靜靜看著Z所在的島嶼被火火光染紅。Z戰死後被青雉安葬在終結島，山坡上面有他所遺留的義肢。艾茵和賓茲在Z的墓前痛哭不已，但青雉告訴他們說不可以感到難過，表示Z直到最後仍能堅持自己的方式來戰鬥，是一件令人敬畏的事。

## 人物

### 原作人物

#### 草帽海賊團
| 角色名稱        | 配音員     | 配音員 | 配音員 |
| 角色名稱        | 日本       | 臺灣   | 香港   |
| --------------- | ---------- | ------ | ------ |
| 蒙其·D·魯夫     | 田中真弓   | 詹雅菁 | 周恩恩 |
| 羅羅亞·索隆     | 中井和哉   | 宋克軍 | 蔡忠衛 |
| 娜美            | 岡村明美   | 許淑嬪 | 不適用 |
| 騙人布          | 山口勝平   | 符爽   | 不適用 |
| 賓什莫克·香吉士 | 平田廣明   | 孫中台 | 李家傑 |
| 多尼多尼·喬巴   | 大谷育江   | 詹雅菁 | 不適用 |
| 妮可·羅賓       | 山口由里子 | 許淑嬪 | 莊巧兒 |
| 佛朗基          | 矢尾一樹   | 符爽   | 不適用 |
| 布魯克          | 長         | 宋克軍 | 簡懷甄 |

#### 海軍
本作有眾多海軍登場，大部分皆為捷風的指導學生，也包含斯摩格、希娜、達絲琪...等原作角色（無台詞），以下只記載有台詞的角色，僅在劇中出席討伐新海軍的會議，以及在劇中最後討伐捷風。
| 角色名稱         | 配音員   | 配音員 | 角色簡介                                                                                         |
| 角色名稱         | 日本     | 臺灣   | 角色簡介                                                                                         |
| ---------------- | -------- | ------ | ------------------------------------------------------------------------------------------------ |
| 庫山／青雉       | 子安武人 | 孫中台 | 前任海軍本部上將，過去為捷風的學生之一。在劇中一直追蹤「新海軍」和捷風的動向，和魯夫等人相遇。   |
| 戰國             | 石森達幸 | 宋克軍 | 前任海軍本部元帥，現為海軍本部大督察。                                                           |
| 蒙其·D·卡普      | 中博史   | 孫中台 | 海軍本部中將，與捷風同期的海兵，魯夫的祖父。在劇中向克比和貝魯梅柏講述捷風的過去。               |
| 盃／赤犬         | 立木文彦 | 宋克軍 | 現任海軍本部元帥，過去為捷風的學生之一。在劇中出席討伐「新海軍」的會議，毫不猶豫的下令殲滅捷風。 |
| 波爾薩利諾／黃猿 | 石塚運昇 | 符爽   | 海軍本部上將，過去為捷風的學生之一，學生時期與捷風最不合。在劇中受命令率軍討伐「新海軍」與捷風。 |
| 阿鶴             | 松島實   | 詹雅菁 | 海軍本部中將。在劇中出席討伐「新海軍」的會議。                                                   |
| 克比             | 土井美加 | 宋克軍 | 海軍本部校官。在劇中受上層之命令前往終結點，討伐「新海軍」與捷風。                               |
| 貝魯梅柏         | 永野廣一 | 符爽   | 海軍本部校官。在劇中受上層之命令前往終結點，討伐「新海軍」與捷風。                               |
| 基文             | 高木俊   | 符爽   | 海軍本部准將，為電視動畫的原創角色。在劇中率軍前往賽肯島討伐「新海軍」與捷風，最終敗在捷風手下。 |

### 本作人物

#### 新海軍
由捷風所成立的組織，以消滅海賊與海軍為首要目標，是個激進派。新海軍的旗幟，為顛倒的海軍海鷗旗，加上骷髏頭以及一把穿刺過兩者的劍。
Z／捷風（Zetto／Zephyr）
聲優：大塚芳忠、鈴木真仁〈童年時期〉（日本）；曹冀魯、劉如蘋〈童年時期〉／孫中台〈Z的野心篇〉（台灣）
「新海軍」總帥。74歲（已故），身高約384公分。原隸屬海軍本部，軍階上將，退休後擔任海軍新兵指導員。擅長用「武裝色霸氣」硬化增強兩隻手臂，因而得到「黑腕」捷風的稱號。一生當中討伐無數的海賊，卻沒殺死過任何一個敵人，因而擁有「不殺」的稱號。武器是嵌有海樓石的生化機械右臂「毀滅者」，而且還有一把能射擊出海樓石子彈的小型手槍。
海軍本部極少數的傳說之人，年少時很崇拜英雄，與卡普、戰國、鶴同期的海兵。有著深紫色的刺蝟頭，帶著墨鏡嘴邊叼昆布的壯碩老頭。因為心肺功能較為衰弱隨身都會佩帶呼吸劑，舒緩劇烈戰鬥後產生的身體不適。現今海軍勢力中的優秀人才皆為他所培育。後因海軍的政策令自己很不信任並感到很失望，因此決定退出海軍並成立新海軍。堅持著自己的信念，用自己年幼時假扮的英雄「Z」此一稱號，以新海軍將領的名義試圖引爆三個終結點，藉此毀滅「新世界」來結束大海賊時代。
8歲時於軍港長大，自兒時開始就有滿腹正義感而且很崇拜英雄。小時候曾戴著面具、揮舞著右手的木頭拳套去擊退惹哭小女孩的壞小孩們，披風寫著Z。14歲時為了成為一名『英雄』與同期的卡普、戰國、鶴進入海軍學校。
18歲時，首次參加海軍戰役實戰。28歲時晉升「下士」並習得精通六式，體會到海軍不全然都是英雄。34歲時已經是武裝色霸氣的高手，雙手可以使出「武裝色硬化」，因此得到「黑腕」捷風的稱號。
38歲時晉升海軍「上將」，同年結婚組成家庭，並逐步高升深受部屬的愛戴。此時也是羅傑和白鬍子的全盛時期。39歲時孩子出生。42歲時家人被海賊殺害後因而開始憎恨海賊並提出辭呈，但被長官說服留在海軍，隨後由上將轉任海軍新兵指導員，赤犬（23歲）和黃猿（26歲）加入海軍（一期生），這時候嶄露頭角的兩位已有「怪物」的稱號。44歲時青雉（19歲）加入海軍（三期生）。是大海賊時代中以培養出下一代年輕英雄為目標的有名望的海軍將領，幾乎所有現為中將階級以上的將領都是他的學生，因此是所有海軍的老師，被大眾尊稱為「捷風老師」。50歲時嚴厲地傳授學生們戰鬥技巧，大多都是現任中將。
65歲時（也就是九年前），自己所率領的實習船遭到某位海賊的攻擊，摯愛的學生除了艾茵與賓茲以外全數不是被殺就是戰死，右手臂也被砍斷。70歲時由海軍科學家改造成裝有海樓石的機械手臂「毀滅者」。回到海軍創立「海賊游擊隊」，艾茵與賓茲也在其中。
73歲時，經歷了海軍將過去擊殺自己的學生的海賊列為王下七武海（疑似是艾德華·衛伯）的行為，加上面對自己最執著的「正義」理念無法讓海軍返回昔日時代，因此對海軍內部產生強烈的質疑與不信任，促使他決定發起叛變襲擊海軍基地並制定消滅新世界區域的毀滅計畫。除了他親眼目睹家人與徒弟們都被海賊殺害的緣故，更發覺自己付出人生與理念的海軍本質上與海賊沒有二樣，在認知到海軍後進的「正義」理念與自己的「正義」執著互相衝突後，使他就此離開海軍。此後他以「Z」的名號成立目標為殲滅全世界海賊與海軍的「新海軍」。
74歲時，為了執行結束「大海賊時代」奪取「原動石」，後來意外被草帽海賊團所救，本作電影開始。
為了執行消滅「新世界」以及全海賊與海軍的計畫，率領著「新海軍」潛入「浮士島」的海軍基地奪取「原動石」，並與保衛基地的海軍上將黃猿大打出手，最後順利奪走「原動石」並毀壞第一個終結點的「浮士島」。不過本人也身負重傷在海上漂流，被航行中的草帽海賊團救起。醒來後馬上就看出魯夫是這艘船的領導人並讚賞喬巴精湛的醫術。但談話中得知魯夫是海賊後便發起攻擊。與魯夫、索隆、香吉士等人交戰把他們逼至絕境，後來從魯夫眼中看到不屈的精神並得知魯夫是同期戰友卡普的孫子的緣故 最後沒有將草帽一行人趕盡殺絕。與魯夫在「賽肯島」再次見面，戰鬥中「Z」詢問魯夫兩個問題「是否作好賭上自己性命的覺悟」、「是否能夠保護伙伴」，強調身為英雄應該要能保護夥伴，並以利用了海樓石的手槍擊傷魯夫且拿走了草帽，毀壞第二個終結點的「賽肯島」。
在最後一個終結點的「終結島」上，與表明原因想拿回草帽的魯夫進行激烈的戰鬥。自己的「毀滅者」手臂被魯夫擊毀並露出右手的義肢，戰鬥中似乎找回自己的當初想當英雄的初心，之後戰鬥像是小孩般的結束，終於因身體不適而倒下。計畫被魯夫所擊碎後，要求魯夫取走自己的性命但被對方拒絕，後來看著魯夫與團員的互動，認定魯夫是真正承繼自己精神的下一代英雄，不分海軍或是海賊。最後為了掩護魯夫等人逃走，堅持獨自一人與追擊而來以黃猿為首的海軍戰鬥直到戰死，結束其大起大落的一生。對於「Z」而言，組成新海軍真正的動機是「希望有後輩能真正成為繼承英雄的意志」。死後遺體及遺物被青雉安葬在「終結島」的山上。

猛烈爆彈
猛烈火焰彈
猛烈龍捲風
艾茵（Ain）
聲優：篠原涼子〈特別演出〉／笠原留美〈Z的野心篇〉（日本）；劉如蘋／詹雅菁〈Z的野心篇〉（台灣）；莊巧兒（香港）
「新海軍」副提督。年齡約20～30歲，身高約174公分。捷風的部下，原隸屬海軍，是捷風的學生之一，是個劍士，是二刀流的高手，同時也會使用雙槍名為「黑丸」、「赤丸」，此外她也是一名科學家，曾開發類似於和平主義者的「PX-Z」。
「新海軍」中唯一的女性，很少表露出情緒，對捷風很忠誠，極度的信賴，並尊稱他為「Z老師」。有著紅褐色的眼睛和一頭飄逸深藍色的頭髮的特徵。身著衣褶邊和連帽斗篷，衣領前結有一件白色大蝴蝶結。
超人系「還原果實」能力者，能使碰觸到的人年齡倒退12歲，而碰觸多次能返回更多的時間，當碰觸那些存活不到12年的人則會使對方消失。
為捷風擔任海軍大將時期訓練的海軍新兵，是捷風率領新兵訓練船時被能力者襲擊事件的倖存者。後協助捷風建立「新海軍」，是捷風的左膀右臂，對捷風非常之尊敬，甚至願意為他犧牲生命。
在本劇中，與新海軍參與奪取原動石的計畫後與捷風暫時分開，同時艾茵率領「新海軍」透過生命紙來尋找捷風，發現在草帽海賊團的船上並對他們開始發動攻擊，在戰鬥中透過果實能力，讓草帽海賊團的娜美、喬巴、羅賓和布魯克陸續中招。與羅羅亞·索隆在「賽肯島」和「終結島」有過兩次正面交鋒。
在最終決戰之地「終結島」時與索隆的交鋒中，被索隆指出其內心有一直帶着猶豫的動搖，在索隆使出「青龍印·流水」決勝招時，被索隆以刀背擊敗。當捷風選擇留下為草帽海賊團掩護時，試圖阻止捷風留下，但被青雉創造的冰牆所阻擋住，在捷風為自己堅信的信念戰死後，在捷風的墓前痛哭。
雖然她是非原作角色，但在第六次角色人氣投票中排名第45位。
賓茲（Binz）
聲優：香川照之〈特別演出〉（日本）；孟慶府（台灣）
「新海軍」幹部。年齡約20～30歲，身高約435公分。捷風的部下，原隸屬海軍，是捷風的學生之一，有著忍者風的男子，而且身手相當的敏捷。
是超人系「茂盛果實」能力者，能透過舞蹈操控附近的植物以及加快植物的成長。
與艾茵一樣是被捷風培訓的海軍新兵，是捷風率領新兵訓練船時被能力者襲擊事件的倖存者，之後協助捷風建立「新海軍」。
在本劇中，與「新海軍」參與奪取原動石的計畫後與捷風暫時分開，後與賓什莫克·香吉士有過兩次正面交鋒，並在第二次交鋒敗北。當捷風選擇留下為草帽海賊團掩護時，試圖阻止捷風留下，但被青雉創造的冰牆所阻擋住，在捷風為自己堅信的信念戰死後，在捷風的墓前痛哭。

#### 船鎢島
莫布斯通
聲優：廣瀨正志（日本）；符爽（台灣）
住在船鎢島的老人，原本是個海賊，退休後成為船匠並經營造船公司 事務所，負責租借與修理船隻的服務，肩上的鸚鵡名叫布爾特。
克里
聲優：渡邊久美子（日本）；劉如蘋（台灣）
住在船鎢島的小孩，莫布斯通的孫子，夢想成為一名英雄。與爺爺和姐姐一同在事務所工作。
莫布斯通的孫女
聲優：加藤綾子〈特別演出〉（日本）；劉如蘋（台灣）
本名不詳，克里的姐姐，與爺爺和弟弟克里一同在事務所工作。

#### 賽肯島
瑪琳婆婆
聲優：西內麻理耶〈特別演出〉（日本）；詹雅菁（台灣）
賽肯島的觀光客，一位坐在輪椅上的老婆婆。
霍米
聲優：田中美保〈特別演出〉（日本）；許淑嬪（台灣）
賽肯島的觀光客，護士，瑪琳婆婆的孫女，佐彌諾的姐姐，16歲。
佐彌諾
聲優：佐佐木希〈特別演出〉（日本）；劉如蘋（台灣）
賽肯島的觀光客，瑪琳婆婆的孫女，霍米的妹妹，10歲。
布丁
聲優：鹿野優以（日本）；許淑嬪（台灣）
賽肯島的擦鞋童，喬巴的前輩，9歲。

## 幕後製作
於2011年11月19日宣布，富士電視台首次提及本作電影的製作開始。於2012年1月30日，東映發布新聞，宣布本作電影的資訊。2012年4月23日於《週刊少年Jump》公布「Z」的角色設定圖，並宣布首映日期為2012年12月15日。 
本作劇場版同樣是由原作者尾田榮一郎擔任總指揮，是繼《強者天下》之後，第二次由原作者親自擔任總指揮的劇場版作品，原作兼總合製作人尾田榮一郎曾在採訪中表示「絕對不想再參與劇場版工作」，此部電影是由製片方多次誠懇的邀請尾田特別破例參與製作。
導演為長峯達也擔任，曾執手瞭如《SMAPxSMAP》、《矛X盾》等作品構成；作畫監督為佐藤雅將，曾和境宗久聯合製作《強者天下》；劇本為鈴木收擔任，是本次導演特別請來的負責人。音樂為中田康孝擔任，曾擔當Perfume和卡莉怪妞以及「ONE PIECE展」的音樂製作。至於電影主題曲，則是由知名加拿大歌手艾薇兒·拉維尼（Avril Lavigne）所翻唱的「How You Remind Me」和「Bad Reputation」。

### 音樂
本作電影的主題曲有兩首，分別是五分錢合唱團的《How You Remind Me》和瓊·傑特的《Bad Reputation》，至於這兩首本作都是由著名加拿大的搖滾歌手艾薇兒·拉維尼所負責翻唱。艾薇兒也同意為本作電影演唱此歌曲，在原作者尾田榮一郎在聽到艾薇兒翻唱的《How You Remind Me》後，尾田向艾薇兒發了一封感謝信，表示《Bad Reputation》這首歌相當能表現出主角們積極而不畏艱難的態度，最適合作為航海王的主題曲，而《How You Remind Me》更是讓人印象深刻。
插曲為《海導》（大海的指引）由铃木收作詞、田中公平作曲，在本作由飾演「Z」的大塚芳忠和飾演「青雉」的子安武人所演唱。這是一首貫穿了整齣電影，這是一首送別離世海軍的歌，這首哀傷的歌曲為本作故事塑造了悲怨的氣氛。

### 配音
本作電影還特別邀請知名演員篠原涼子和香川照之分別擔任新海軍幹部的艾茵和賓茲的兩個角色，這兩位特別演出聲優都是《ONE PIECE》的粉絲之一，他們都是初次演出聲優這份工作。

### 設定
本作舞台是劇場版系列以來以《最後之海 新世界篇》為故事場景，為《魚人島篇》之後的故事。
- NEO海軍

捷風退出海軍後，以Z的名義成立的偏激組織，目的為殲滅全世界海賊，標誌為逆向的海軍旗幟（海鷗旗）和骷髏上頭插入一把劍，專屬戰艦為大型帆船「白虎號」。
- 原動石

傳說中能與古代兵器匹敵的礦物，能輕易消滅一座島，亦因其威力過大而被禁止使用，由於它接觸到氧氣或受到衝擊就會爆炸，因此保存時必須放置在特殊容器中。
- 浮士島（法烏斯）

終結點之一，也是保管存放大量「原動石」的海軍基地所在地。
- 船鎢島

造船公司所在的島嶼，與賽肯島的海列車有相連結。
- 賽肯島

終結點之一，是座以溫泉業聞名的島嶼。
- 終結島

終結點之一，有著巨大破火山口的無人島，草帽海賊團與捷風的最終決戰之地。
- 終結點

位於新世界的三處岩漿房，分別在浮士島、賽肯島、終結島，只要破壞三個島嶼的火山，新世界就會發生不可收拾的大爆破陷入一片火海。原本被世人認為只是虛構，但實際上世界政府擔心被有心人士利用而極力掩蓋它存在的事實。

## 製作團隊

### 工作人員
- 原作·總合製作人：尾田荣一郎
- 導演·劇本協助：長峯達也
- 副導演：暮田公平
- 編劇：鈴木收
- 音樂：田中公平、濱口史郎
- 角色設計師·總作畫監督：佐藤雅將
- 分鏡：長峯達也、暮田公平
- 作畫監督：大西亮、加加美高浩、館直樹、佐藤雅將
- 特效作畫監督：橋本敬史
- 片頭音樂：中田康貴（capsule）
- 企畫：柴田宏明
- 電影製片人：種田義彦、情野誠人
- 副電影製片人：服部哲
- 美術指導：小倉一男
- 美術設定：須江信人
- 視覺·色彩設計：辻田邦夫
- 拍攝指導：荻原猛夫
- CG指導：中沢大樹
- 製作負責人：稻垣哲雄
- 製片商：東映
- 製作：2012「ONE PIECE」製作委員會（富士電視台、東映動畫、東映、集英社、萬代）

### 配音人員
| 角色名稱       | 配音人員   | 配音人員 | 配音人員 | 配音人員             |
| 角色名稱       | 日本       | 臺灣     | 香港     | 美国                 |
| -------------- | ---------- | -------- | -------- | -------------------- |
| 魯夫           | 田中真弓   | 詹雅菁   | 周恩恩   | Colleen Clinkenbeard |
| 索隆           | 中井和哉   | 宋克軍   | 蔡忠衛   | Christopher Sabat    |
| 娜美           | 岡村明美   | 許淑嬪   | 謝穎茵   | Luci Christian       |
| 騙人布         | 山口勝平   | 符爽     |          | Sonny Strait         |
| 香吉士         | 平田廣明   | 孫中台   | 李家傑   | Eric Vale            |
| 喬巴           | 大谷育江   | 詹雅菁   |          | Brina Palencia       |
| 羅賓           | 山口由里子 | 許淑嬪   | 莊巧兒   | Stephanie Young      |
| 佛朗基         | 矢尾一樹   | 符爽     |          | Patrick Seitz        |
| 布魯克         | 長         | 宋克軍   |          | Ian Sinclair         |
| Z／捷風        | 大塚芳忠   | 曹冀魯   |          | Jeremy Schwartz      |
| 艾茵           | 篠原涼子   | 劉如蘋   | 莊巧兒   | Lauren Landa         |
| 賓茲           | 香川照之   | 孟慶府   |          | Matthew Mercer       |
| 青雉           | 子安武人   | 孫中台   |          | Jason Douglas        |
| 黃猿           | 石塚運昇   | 符爽     |          | Ray Hurd             |
| 赤犬           | 立木文彦   | 宋克軍   |          | Andrew Love          |
| 卡普           | 中博史     | 孫中台   |          | Brian Mathis         |
| 戰國           | 石森達幸   | 宋克軍   |          | Ed Blaylock          |
| 阿鶴           | 松島實     | 詹雅菁   |          | Juli Erickson        |
| 克比           | 土井美加   | 宋克軍   |          | Micah Solusod        |
| 貝魯梅柏       | 永野廣一   | 符爽     |          | Mike McFarland       |
| 莫布斯通       | 廣瀨正志   | 符爽     |          | Mark Fickert         |
| 克里           | 渡邊久美子 | 劉如蘋   |          | Bryn Apprill         |
| 布丁           | 鹿野優以   | 許淑嬪   |          | Angela Chase         |
| 基文           | 高木俊     | 符爽     |          | Darryl Roberds       |
| 捷風 (小孩)    | 鈴木真仁   | 劉如蘋   |          | Tia Ballard          |
| 瑪琳婆婆       | 西內麻里亞 | 詹雅菁   |          |                      |
| 霍米           | 田中美保   | 許淑嬪   |          |                      |
| 佐彌諾         | 佐佐木希   | 劉如蘋   |          |                      |
| 莫布斯通的孫女 | 加藤綾子   | 劉如蘋   |          |                      |

## 宣傳
於2012年4月21日，東映的官方網站發布出首支預告片。

### 預售票
本作為了紀念與《七龍珠Z 神與神》這兩部電影的上映，日本地區特別製作預售合作門票。這兩部電影的雙門票優惠有鳥山明和尾田榮一郎特別繪製的新插圖，於2012年11月23日，日本全國限售8,989張門票，每張售價2600日元。

### 入場優惠
日本地區為最先觀看本部電影的200萬名入場者觀眾，將會獲得尾田榮一郎所繪製附贈的「第千卷」在內的海賊寶袋。

### 見面會
台灣地區於2013年1月19日由采昌國際多媒體邀請到田中真弓（魯夫）和山口勝平（騙人布）來海外台灣首映會，參與映後聲優見面會活動，和現場粉絲見面互動，參與票價為新台幣1000元，憑票入場可領取「航海王電影Z台灣限定海賊寶袋」一個。
兩位聲優參與了台北日新威秀影城及台北樂聲戲院數位旗艦大廳所舉辦的見面會；在活動的最後，兩位聲優也於現場演唱了劇中歌曲「Family」、「We Are！」，最後活動在「平克斯的酒」這首歌曲中，替首映圓滿的畫下了句點。兩位聲優也於晚間再搭乘日本航空班機於返回日本。

### 文宣標語
- 再次興奮。
- 海賊滅亡
- 目標，全體海賊。

## 上映
《航海王電影：Z》於2012年12月15日在日本各地的劇院首映。本部電影在2013年開始陸續將在台灣（1月25日）、新加坡（2月1日）、香港（2月14日）、菲律賓（5月1日），泰國和韓國等幾個亞洲國家上映。 2013年5月15日法國在草帽日時上映。

### 票房
在日本地區上映當時票房排名第一，開幕日時該片共賣出20萬張電影票，收入為7.5億日元。首週末兩天後，共賣出114萬張電影票，收入13.72億日元。與上部電影相比提高了32%。在上映後的二十二至二十四天期間賣出83萬張電影票，票房收入10億，累計共261萬萬張電影票，票房收入31.7億；第二十七天累計動員301萬人，票房收入36億，為當年日本電影中電影票數最快突破300萬張。最終票房以68億7000萬日圓成為《ONE PIECE》劇場版系列歷代票房最高電影，2013年日本週末票房冠軍，也登上全球最高票房日本動畫電影成績第三名，日本電影歷代票房第85名。
在台灣地區於2013年1月25日全面上映，本作電影全台共有45家戲院聯合上映，打破三年前的《航海王電影版：強者天下》的23家戲院紀錄，增加近兩倍之多。上映後三天票房收入為1800萬元臺幣，第一週的票房累積已突破2000萬大關。最終全臺票房累計達到5200萬臺幣以上，當時成為台灣第一部全台票房破5千萬元臺幣的最賣座日本動畫電影。
| 週次   | 週末統計       | 排名   | 廳數 | 票房收入（日圓） |
| ------ | -------------- | ------ | ---- | ---------------- |
| 第1週  | 12月15日、16日 | 第1名  | 302  | 13.7億           |
| 第2週  | 12月22日、23日 | 第1名  | 302  | 15.5億           |
| 第3週  | 12月29日、30日 | 第1名  | 302  | 13.1億           |
| 第4週  | 01月5日、06日  | 第1名  | 302  | 12.2億           |
| 第5週  | 01月12日、13日 | 第3名  | 302  | 4.66億           |
| 第6週  | 01月19日、20日 | 第4名  | 302  | 3.91億           |
| 第7週  | 01月26日、27日 | 第6名  | 304  | 1.85億           |
| 第8週  | 02月2日、03日  | 第7名  | 310  | 1.20億           |
| 第9週  | 02月9日、10日  | 第9名  | 311  | 0.65億           |
| 第10週 | 02月16日、17日 | 第13名 | 307  | 1.29億           |
| 總計   |                |        |      | 68.7億           |

| 週次  | 週末統計       | 排名   | 廳數 | 票房收入（新台幣） |
| ----- | -------------- | ------ | ---- | ------------------ |
| 第1週 | 01月25日－27日 | 第2名  | 45   | 601萬              |
| 第2週 | 02月1日－03日  | 第4名  | 45   | 643萬              |
| 第3週 | 02月8日－10日  | 第11名 | 45   | 244萬              |
| 第4週 | 02月15日－17日 | 第12名 |      | 176萬              |
| 第5週 | 02月22日－24日 | 第18名 |      | 37萬               |
| 第6週 | 03月1日－03日  | 第23名 |      | 11萬               |
| 第7週 | 03月8日－10日  | 第32名 |      | 3萬                |
| 總計  |                |        |      | 0.51億             |

## 反應

### 提名獎項
- 2013年：第36回日本電影金像獎 最佳動畫片獎[37] - 系列3作品得獎。
- 2013年：第31回ゴールデングロス賞 最優秀銀獎 - 系列4作品得獎。

## 周邊

### 影視產品
日本地區於2013年6月28日由波麗佳音發行BD&DVD。本次有兩種版本，分別為平裝版&完全初回限定版(精裝版)，精裝版包含有附帶「GREATEST ARMORED EDITION」豪華特典，此盤還附贈“Z的鑰匙圈”、“魯夫等人的卡片”等特典。此外，本特典還收錄了原作者監修的本作特別篇的前傳故事《GLORIOUS ISLAND》的影片。
在2013年7月8日的Oricon「每週DVD/BD銷量排名」中，以「GREATEST ARMORED EDITION」奪得榜上第一名。自「STRONG WORLD」二次在DVD/BD同時稱霸，也是動畫電影版二次成為歷史上的奪成兩冠的成就。
臺灣地區於2014年1月10日由采昌國際多媒體發行DVD/BD的版本。

### 原聲帶
本作電影配樂總共約有30首左右的音樂，原聲帶於2012年12月12日由日本索尼音樂娛樂發行。

### 平面書籍
| 卷數 | 標題                                                   | 集英社         | 集英社                 | 東立出版社    | 東立出版社             |
| 卷數 | 標題                                                   | 發售日期       | ISBN                   | 發售日期      | ISBN                   |
| ---- | ------------------------------------------------------ | -------------- | ---------------------- | ------------- | ---------------------- |
| 全   | 《ONE PIECE FILM Z 航海王電影Z小說》                   | 2012年12月13日 | ISBN 978-4-08-703285-7 | 2014年3月27日 | ISBN 978-986-348-481-3 |
| 上   | 《電影漫畫書 ONE PIECE FILM Z 航海王電影：Z》（上·下） | 2013年7月4日   | ISBN 978-4-08-870874-4 | 2014年6月13日 | ISBN 978-986-348-080-8 |
| 下   | 《電影漫畫書 ONE PIECE FILM Z 航海王電影：Z》（上·下） | 2013年7月4日   | ISBN 978-4-08-870875-1 | 2014年7月23日 | ISBN 978-986-348-678-7 |

### 郵票典藏組
《航海王電影Z 典藏組》（One Piece Film Z   Collection）為全球唯一（臺灣地區限定）的郵票典藏組，為目前的商品中最為完整的收藏性組合票品，限量發行12000套（已售完），每套皆附膠片流水編號卡，於由微笑海洋Smile Ocean（2013/2/5）與郵局（2013/2/21）發行。典藏組收錄有（電影Z郵票六枚，依不同服裝及戰鬥場景設定為三組郵摺、主要角色戰鬥服海報 12張＋2張全員海報、電影紀念膠卷1張、紀念封2封）。

## 電視播放
日本地區於2014年1月18日在「週六PREMIUM」時段在電視上初次播放本作電影。於《ONE PIECE FILM GOLD》上映前一天（2016年7月22日）的「週五PREMIUM」時段第二次播放此電影。
| 關東 富士電視台 星期六 21:00－23:10 節目 | 關東 富士電視台 星期六 21:00－23:10 節目 | 關東 富士電視台 星期六 21:00－23:10 節目 |
| ---------------------------------------- | ---------------------------------------- | ---------------------------------------- |
|                                          | ONE PIECE FILM Z （2014年1月18日，首播） |                                          |
| —                                        | —                                        |                                          |
| 富士電視台 星期五 21:00－22:52 節目      |                                          |                                          |
| —                                        | ONE PIECE FILM Z （2016年7月22日）       | —                                        |

| 台視 星期日 22:00～00:20 節目                           | 台視 星期日 22:00～00:20 節目                 | 台視 星期日 22:00～00:20 節目 |
| ------------------------------------------------------- | --------------------------------------------- | ----------------------------- |
|                                                         | 航海王電影：Z （2014年2月3日，首播）          |                               |
| —                                                       | —                                             |                               |
| 東森電影台 星期日 21:00～23:20 節目                     |                                               |                               |
| —                                                       | 航海王電影：Z （2014年7月6日）                | —                             |
| 台視 星期一至五 16:58－17:28 節目                       |                                               |                               |
| 黏土派對                                                | 航海王電影：Z （2018年1月30日－2018年2月5日） | 我們這一家                    |
| 東森電影台 23:20～1:40 、7:40～10:00、16:40～19:00 節目 |                                               |                               |
| 航海王薩波特別篇                                        | 航海王電影：Z （2018年2月10日～11日、6月3日） | —                             |

| 香港 ViuTV 00:45～02:45 節目 | 香港 ViuTV 00:45～02:45 節目           | 香港 ViuTV 00:45～02:45 節目 |
| ---------------------------- | -------------------------------------- | ---------------------------- |
|                              | 海賊王大電影：Film Z （2016年7月30日） |                              |
| —                            | —                                      |                              |

### 收視率
- 日本

- 2014年1月18日（12.6%）
- 2016年7月22日 （6.0%）

- 臺灣

- 2014年2月3日（0.85%）

- 香港

- 2016年7月31日（6.0%）

## 相關企畫

### Z的野心篇
《航海王電影：Z 連動特別篇 Z的野心》（ONE PIECE FILM Z 連動特別編 Zの野望）是2012年12月於電視系列播放的《航海王電影：Z》連動特別篇，集數為第575話～第578話（全4話），於2013年5月24日發行BD&DVD。
莉莉·安斯特馬克
聲優：伊藤静（日本）；劉如蘋（台灣）
於動畫「Z的野心篇」登場。巨人族的少女。武器是一把叉子。是超人系「迷你果實」能力者，發動能力時能夠將自己的體型縮小。食用此果實後能力者就會擁有三段的變身能力，分別是「巨人」、「5毫米」以及「30公分」三種大小。
在新世界等待為了營救自己的父親，卻意外但卻上草帽海賊團的船，因為飢餓把船上的食物全部吃完便和魯夫一行人大打出手。後來聊過之後成為朋友，告訴魯夫等人自己的父親是新世界有名的廚師，而且會做世界上獨一無二的天國料理。聽聞這些的魯夫一行人打算要幫莉莉救出送往推進城她的父親，最後成功救出父親與父親回到故鄉。
龐茲弗雷
聲優：西村知道（日本）；孫中台（台灣）
於動畫「Z的野心篇」登場。巨人族海賊，莉莉的父親，是一名廚師，懸賞金額：三億兩千萬貝里。據說熱衷於從政府、海軍以及海賊手上搶奪糧食，為那些餓肚子的人們做飯的海賊，以“世界獨一無二的火山料理”天國料理聞名，主要食材是使用海獸的串燒。好友是巨兵海賊團的東利、布洛基。
修藏
聲優：廣田行生（日本）；宋克軍（台灣）
於動畫「Z的野心篇」登場。「新海軍」游擊隊隊長，原海軍本部淮將。長手族，性格張狂自負，擅長「武裝色霸氣」還有六式「鐵塊」、「指槍」、「月步」，尤其指槍可依照長手特性變化出指槍5、指槍10更具殺傷力的攻擊。
過去曾與艾茵交手落敗，極欲斬首新世界海賊證明比艾茵更適合「Z」的身邊。在新海軍在某天要全艦集合時因為得知巨人族海賊龐茲·弗雷要送往推進城的消息而擅自離首，襲擊中將鼬鼠所帶領的船艦，在艦隊中極得部屬人望，旗下士兵願意以自身性命當作魚雷攻擊草帽海賊團，最後被巨大化的魯夫（與莉莉合體）擊敗，同時全員還被綁在礁石上，接著被以生命紙的鼬鼠給追蹤到並被送往推進城。
「獸炮」阿爾帕奇諾（聲優：笠原留美（日本）；符爽（台灣））
是修藏的愛用火箭砲，本體巴祖卡火箭筒，是經由高科技改造吃下惡魔果實的動物系能力者，果實名稱不明，可以變身成羊駝。

### 魯夫特別篇
《ONE PIECE 魯夫特別篇〜手掌島的冒險〜》（エピソードオブルフィ〜ハンドアイランドの冒険〜）是記念本作《航海王電影：Z》的特別企畫，於2012年12月15日（本作電影上映日）在日本播放，於2013年3月22日發行BD&DVD。

### 特典動畫
《ONE PIECE GLORIOUS ISLAND》（グロリアスアイランド）是原作者監修的本作特別篇的前傳故事，本篇收錄於《航海王電影：Z》的完全初回限定版所附贈的10分鐘短篇動畫。與劇場版正篇和《SP梅利編》故事有連結。

## 外部連結
- 日本官方網站 （页面存档备份，存于） （日語）
- 台灣官方網站 （页面存档备份，存于） （繁體中文）